# Josie und die Pussycats
Josie und die Pussycats (Originaltitel: Josie and the Pussycats, für die zweite Staffel in Josie and the Pussycats in Outer Space umbenannt) war eine US-amerikanische Zeichentrickserie, die auf der Comicreihe Josie and the Pussycats von Dan DeCarlo basiert. Produziert wurde die Serie von Hanna-Barbera. In den USA erschien die Serie 1970, in Deutschland 1995.

## Handlung
Die Serie folgt einer jugendlichen Mädchen-Popband, den Pussycats, die mit ihrem Gefolge auf Tournee sind und sich immer wieder in geheimnisvolle Abenteuer, Spionage und mysteriöse Fälle verwickeln. Die Band besteht aus der Sängerin, Songwriterin und Gitarristin Josie, der Tamburinspielerin Valerie und der Schlagzeugerin Melody. Ihr Manager Alexander, seine Schwester Alexandra sowie der muskulöse Roadie Alan ergänzen die Hauptbesetzung.
Die Serie kombiniert Elemente von Scooby-Doo, Jonny Quest, Space Ghost und vielen anderen Hanna-Barbera-Produktionen. Jede Folge enthält eine musikalische Nummer der Band, oft während einer hektischen Verfolgungsjagd. Alexandra, die stets versucht, Josie zu übertrumpfen und Alan für sich zu gewinnen, liefert eine weitere Running Gag-Ebene.
Josie and the Pussycats in Outer Space
1972 wurde eine Fortsetzung produziert, die die Band auf einem Raumschiff ins All versetzt. Dort begegnen sie fremden Welten und Außerirdischen, während Alexandra weiterhin versucht, Josie auszustechen. Neu eingeführt wurde der außerirdische Begleiter Bleep.

## Figuren
- Josie McCoy (gesprochen von Janet Waldo; Gesang Katheen Dougherty): Band-Leaderin, rothaarige Sängerin und Gitarristin.
- Valerie Brown (Gesprochen von Barbara Pariot; Gesang Patrice Holloway): Bassistin und Backing-Vocal, klug und technisch begabt.
- Melody Valentine (Gesprochen von Jackie Joseph; Gesang Cheryl Ladd): Schlagzeugerin, süß und etwas naiv, ihre Ohren wackeln bei Gefahr.
- Alan M. Mayberry (Jerry Dexter): Der große, blonde Roadie und Josies Liebesinteresse.
- Alexander „Alex“ Cabot III (Casey Kasem): Feiger, aber gutherziger Manager, Zwillingsbruder von Alexandra.
- Alexandra Cabot (Sherry Alberoni): Intrigante, neidische Zwillingsschwester von Alexander, die die Band mit List zu sabotieren versucht.
- Sebastian (Don Messick): Alexandras sarkastische Katze, oft in Tricks verwickelt.
- Bleep (Don Messick): Außerirdischer, versteht nur Melody.

## Produktion
Hanna-Barbera adaptierte die Comicreihe nach dem Erfolg von The Archie Show und The Archies. Die real existierende Girlgroup Josie and the Pussycats lieferte die Musik zum Soundtrack und den Songs der Serie.
Die Serie umfasst 32 Episoden in zwei Staffeln, jeweils 16 Folgen.

## Ausstrahlung
Die Serie lief ursprünglich auf CBS, später Wiederholungen auf ABC und NBC. VHS- und DVD-Veröffentlichungen gibt es seit den 1980ern, Blu-ray erschien ab 2020. Die Serie war zeitweise auf Streamingdiensten wie Boomerang und HBO Max verfügbar. In Deutschland kam die Serie bei Kabel 1.

## Adaptionen
- 2001 erschien der Realfilm Josie and the Pussycats mit Rachael Leigh Cook, Tara Reid und Rosario Dawson.
- Die Figuren tauchen in der Serie Riverdale (2017) und dem Spin-off Katy Keene (2020) auf.[5]